# Studena, Caraș-Severin
Studena este un sat în comuna Cornereva din județul Caraș-Severin, Banat, România.